# فرار مغزها از ایران
فرار مغزها از ایران به مهاجرت متخصصین و نخبگان علمی از ایران گفته می‌شود که یکی از معضلات اجتماعی، اقتصادی و آموزشی این کشور است. بنابر آمار مجلس شورای اسلامی در سال ۱۳۸۹، ۶۰ هزار نفر از ایرانیانی که در این سال مهاجرت کرده‌اند در زمرهٔ مهاجران نخبه دسته‌بندی می‌شوند. این افراد غالباً دارای مقام‌هایی در المپیادهای علمی بوده یا جزء نفرات برتر کنکور یا دانشگاه‌ها می‌باشند.
اما درصد قابل توجهی از دانش‌آموختگان علمی هنوز تمایل دارند به کشورهای پیشرفته مهاجرت کنند. صندوق بین‌المللی پول در گزارش سال ۲۰۰۹ خود اعلام کرده‌است ایران به لحاظ مهاجرت نخبگان، در میان ۹۱ کشور در حال توسعه یا توسعه نیافته جهان، مقام نخست را داراست. و برخی مسئولان حتی وجود فرار مغزها از ایران را منتفی می‌دانند.
صندوق بین‌المللی پول، بیکاری، سطح پائین درآمد استادان و نخبگان، نارسایی‌های مالی و اداری، کمبود امکانات تخصصی-علمی و بی‌ثباتی سیاسی و اجتماعی را از جمله دلایل مهاجرت ایرانیان ذکر کرده‌است.
ایران در زمینه فرار مغزها با مهاجرت ۱۵۰ هزار تا ۱۸۰ هزار متخصص تحصیل کرده طی دهه‌های اخیر روبرو است.طبق گزارش اداره فدرال مهاجرت و پناهندگی آلمان حدود ۴۷ درصد از پناهجویان ایرانی دارای مدرک بالاتر از دیپلم بوده‌اند.مطابق آمار رسمی وزارت خارجه با احتساب متولدین خارج از کشور حدود ۴ میلیون نفر ایرانی در خارج از کشور زندگی می‌کنند. که از این تعداد حدود ۱/۵ میلیون به‌طور مستقیم از ایران مهاجرت کرده‌اند.
بر اساس آمارهای مربوط به سال ۱۴۰۴، پدیده فرار مغزها در ایران همچنان ادامه دارد و بر بسیاری از حرفه‌ها تأثیر منفی گذاشته است؛ از دانشجویان و کارکنان بخش سلامت گرفته تا فعالان حوزه فناوری، رانندگان کامیون و ورزشکاران.
وقتی صحبت از اصطلاح «مهاجرت نخبگان» میشود، ابتدا به فکر واژه هایی همچون «فرار مغزها»، «فرار نخبگان» و «فرار سرمایه ها» میافتیم؛ بدین معنی که در نگاه اول، عده اي با نگاهی بدبینانه، مهاجرت کنندگان به وراي مرزها را خائن به وطن و طماع تلقی می کنند و در نگاه دوم، عده اي مهاجرت و چرخش مغزها را خصلت خاص جهانی شدن اطلاعات و دانش محور شدن جوامع می دانند. لذا به نظر میرسد که موضوع مهاجرت نخبگان پدیدهاي چند وجهی باشد، زیرا در عصر حاضر نمی توان از فرار مغزها و مهاجرت نخبگان به عنوان مقوله اي ذاتا منفی نام برد، بلکه باید فرصت هاي ناشی از امکان مهاجرت را شناسایی و بهره برداري نمود. این نوع نگاه در «نظریه جهانی شدن» نیز مورد نظر بوده است، زیرا نظریه جهانی شدن معتقد است که جهانی شدن به ویژه «جهانی شدن بازار کار»، فرصت هاي جدیدي را براي استفاده بهتر از نیروي انسانی متخصص در مقیاس جهانی فراهم آورده و دسترسی متخصصان کشورهاي در حال توسعه را به بازار کار پیشرفته صنعتی به مراتب افزایش داده است.

## پیشینه

### قبل انقلاب اسلامی ایران
قبل از کودتای ۲۸ مرداد ۱۳۳۲ نخبگان کشور پس از اتمام دوره تحصیلی خود در غرب، به کشور بازمی‌گشتند اما با شروع دور تازه حضور آمریکا در ایران، سیاست‌ها، برنامه‌ها و جریان رشد اقتصادی یکی از سمت‌گیری‌های خود را متوجه تربیت متخصصان در خارج از مرزهای کشور کرد. جرقه‌های انقلاب اسلامی که از دهه ۱۳۴۰ آغاز شده بود، موجب افزایش تنش‌های سیاسی و ناآرامی‌های دانشجویی در سال‌های دهه ۱۳۴۰ تا ۱۳۵۰ و نیز ناتوانی دانشگاه‌ها در پذیرش روزافزون دانش‌آموختگان دبیرستان‌ها شد و خروج نخبگان ایرانی را سرعت بخشید به‌گونه‌ای که در ۱۰ساله ۱۳۴۵ تا ۱۳۵۵ حدود ۷۰۰ هزار نفر از نخبگان علمی و مدیریتی از کشور خارج‌ شده‌اند. در سال تحصیلی ۵۷-۵۶ نزدیک به ۱۰۰ هزار دانشجوی ایرانی در خارج از ایران مشغول تحصیل بودند که از این تعداد ۳۶ هزار و ۲۲۰ نفرشان در آمریکا و بقیه در دیگر کشورها تحصیل می‌کردند. در آستانه انقلاب بیشتر متخصصان وابسته به رژیم پهلوی شاغل در نهادهای دولتی در گروه سنی بالا اقدام به مهاجرت کردند.

### بعد از انقلاب اسلامی ایران
سید روح‌الله خمینی حدود سه ماه قبل از پیروزی انقلاب مدعی می‌شود که تعداد پزشکان ایرانی ساکن آمریکا همراه خانواده‌هایشان به حدود ۲۰ هزار نفر می‌رسد.
فرار مغزها پس از انقلاب ۱۳۵۷ ایران در جریان انقلاب فرهنگی همراستا با اسلامگرایی خمینی در راستای پاکسازی دانشگاه‌ها و ادارات و کلیه نهادها از آزادی‌خواهان، دگراندیشان و چپ‌گرایان که متفاوت از اسلام یا نظام و دولت اسلامی فکر می‌کردند آغاز شد. خمینی گفته بود که:
می‌گویند مغزها فرار کردند! بگذار فرار کنند. جهنم که فرار کردند این مغزها! مغزهای علمی نبودند این مغزها، مغزهای خیانتکار بودند، و الّا کسی از مملکت خودش فرار می‌کند به آمریکا؟! از مملکت خودش فرار می‌کند به انگلستان و زیرِ سایه انگلستان می‌خواهد زندگی بکند؟ پیوند می‌کند با بختیار و امثال بختیار که مملکت ما را به تباهی کشیدند؟ … غصه نخورید برای اینها، «برای اینها که کشته شده‌اند غصه نخورید این قدرها».
این مغزهایی است که نگذاشتند جوانهای ما تحصیل کامل بکنند (در ادامه به تهعد به اسلام اشاره می‌کند). … دیگر جای زندگی برای آن‌ها نیست. … ما هم یک مغزهایی داریم که با اینکه «مغز علمی هستند دارند به مردم کمک می‌کنند؛ دارند می‌روند دِرو می‌کنند». این مغزها را ما می‌خواهیم؛
مغزهایی را می‌خواهیم که در عین حالی که دکتر است، … مهندس است، می‌رود در جهاد سازندگی و جهاد سازندگی را راه می‌اندازد. … که از آمریکا پا می‌شود می‌آید اینجا می‌گوید من آمده‌ام برای کمک؛ نه پا بشود فرار کند از اینجا!
من وقتی شما را، این چهره‌های انسانی، نورانی، خدمتگزار را می‌بینم مباهات می‌کنم به اینکه مملکت ما این‌طور است. … خداوند این کوخ‌نشینها را برای ما حفظ کند؛ و «خداوند این مسلمینی که تعهد دارند برای اسلام، … خدمت دارند می‌کنند به اسلام»، خداوند برای ما حفظ کند.
پس از جنگ ایران و عراق، فرار مغزها افزایش یافت. در سال ۲۰۰۶، محمود احمدی‌نژاد با سیاست‌های جدید با شعار «زدودن دانشگاه‌ها از عوامل نفوذ لیبرال و سکولار غرب» اقدام به بازنشسته‌سازی اجباری بسیاری از استادان و هیئت علمی دانشگاه‌ها و جایگزینی آن‌ها نمود. برخی کارشناسان، سیاست‌های او را از عوامل مستقیم افزایش فرار مغزها دانسته‌اند.

### دهه هشتاد و نود خورشیدی
روزنامه هفت صبح در طی یک گزارش اجمالی پیرامون پدیده فرار مغزها در ایران به رهگیری محل زندگی رتبه‌های برتر کنکور سال ۱۳۸۶ پرداخت. طبق این رهگیری که از طریق داده‌های شبکه‌های اجتماعی بدست آمده بدین ترتیب بود که ده نفر اول این کنکور سراسری شش نفر آن‌ها در ایران حضور ندارند. آمریکا، کانادا و سوئیس از جمله کشورهای خارجی بودند که این دانشجویان برای ادامه تحصیل انتخاب کردند. نوید نادری علی‌زاده نفر اول کنکور ریاضی سال ۱۳۸۶ از قائم شهر - که در کنکور درس ریاضی را ۱۰۰٪ زده بود - در مقطع دکترای مهندسی برق دانشگاه کُرنل در نیویورک آمریکا تحصیل به ادامه تحصیل پرداخت. او کارشناسی خود را در برق شریف با معدل ۱۸٫۹۳ (از بیست) به پایان رسانده بود و پس از آن تحصیل در خارج از کشور را انتخاب کرد.
به گزارش خبری ایلنا، در خصوص ارائه سهمیه به فرزندان هیئت علمی دانشگاه و «رانت تحصیلی» می‌نویسد: کنکور به تنهایی معیار سنجش توانایی دانش‌آموزان نیست. در یک آزمون چهار ساعته هیچ ظرفیتی بررسی و شناخته نمی‌شود.
اشکان اسماعیلی رتبه نخست ریاضی سال ۱۳۸۹ یکی از دیگر از نخبگانی است که ایران را ترک کرده‌است. خانواده او از مصاحبه با رسانه‌ها امتناع کردند. سینا ملکیان رتبه دوم ریاضی کنکور ۱۳۹۱ از بابل نیز از ایران رفته و ساکن آمریکا شده‌است. برادر کوچکتر او، سروش ملکیان دربارهٔ خروج برادرش گفت: «سینا سال ۹۱ دو رشته برق و ریاضی را به‌طور همزمان توی دانشگاه صنعتی شریف شروع کرد و دو سال پیش لیسانس هر دو رشته‌اش را گرفت. تا اواسط دوره کارشناسی قصد رفتن نداشت و می‌گفت همین‌جا کنار خانواده‌ام می‌مانم و به کشورم خدمت می‌کنم. اما از یک جایی به بعد دید ماندن توی ایران برایش سخت است چون حتی برای حداقل نیازهایش هم مشکل داشت.»

## نگاه آماری

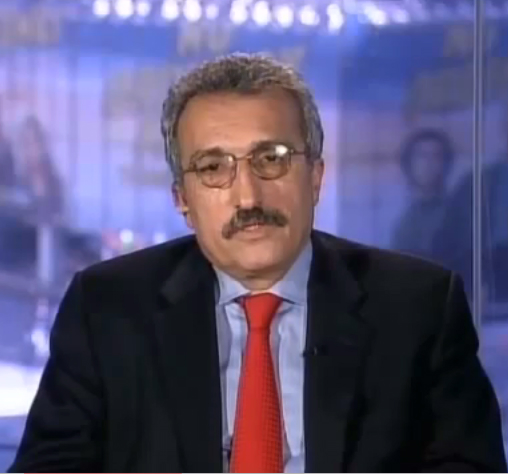
به گفته عباس میلانی، فرار مغزها در چند سال اخیر ۳۰۰ برابر جنگ ایران و عراق به اقتصاد ایران صدمه زده‌است.

طبق تحلیل مجله اکونومیست و بر اساس داده‌های صندوق بین‌المللی پول، ۹۶ درصد از اختراع‌های ثبت شده توسط متولدین ایران بین سال‌های ۲۰۰۷ تا ۲۰۱۲ توسط ایرانیان مقیم خارج از کشور ثبت شده‌است، که نشان دهنده خروج استعدادها از کشور است، همین آمار برای کشور چین ۱۷ درصد و برای هند ۴۸ درصد است.
در سال ۲۰۰۶ میلادی، ۵٫۱٪ از تولید ناخالص داخلی صرف نیازهای آموزشی کشور شد که در مقایسه با دیگر کشورهای جهان در جایگاه رتبه ۶۷ قرار داشت. بنیاد ملی نخبگان ایران اعلام کرد که ۳۰۸ نفر از دارندگان مدال المپیاد و ۳۵۰ نفر از برترین‌های آزمون سراسری از سال ۸۲ تا ۸۶ به خارج مهاجرت کرده‌اند.
طبق آمار منتشره از سازمان‌ها و نهادهای دولتی مثل هفته نامه سازمان مدیریت و برنامه‌ریزی، ۹۰ نفر از ۱۲۵ دانش آموزی که در سه سال گذشته در المپیادهای جهانی رتبه کسب کرده‌اند، هم‌اکنون در دانشگاه‌های آمریکا تحصیل می‌کنند. بسیاری از آنان هرگز به ایران جهت زندگی دائم بازنمی‌گردند.
طبق آمار صندوق بین‌المللی پول هم‌اکنون بیش از ۲۵۰ هزار مهندس و پزشک ایرانی و بیش از ۱۷۰ هزار ایرانی با تحصیلات عالیه در آمریکا زندگی می‌کنند و طبق آمار رسمی اداره گذرنامه، در سال ۸۷ روزانه ۱۵ کارشناس ارشد، ۳/۲ دکترا و سالانه ۵۴۷۵ نفر لیسانس از کشور مهاجرت کردند.گزارش صندوق بین‌المللی پول در ادامه افزوده‌است که بیش از ۱۵٪ سرمایه‌های انسانی ایران به آمریکا و ۲۵٪ به کشورهای عضو سازمان توسعه و همکاری اقتصادی اروپا مهاجرت می‌کنند.
دست‌کم حدود چهار میلیون ایرانی در خارج از ایران زندگی می‌کنند. در این میان، ایرانیان خارج از کشور در آمریکا از نظر درآمدی در بین مهاجرین از برترین گروه‌ها هستند، که ۳۰ درصد از این افراد در زمینه مدیریت و ۲۰ درصد در زمینه تکنیک‌ها و امور دانشگاهی مشغول به کار هستند. همین‌طور از مجموع صدهزار ایرانی در آلمان در سال‌های گذشته ۲۰۰۰ جلد کتاب منتشر شده، در حالیکه از بین ۲ میلیون ترک مهاجر آلمان تنها ۱۰۰ جلد کتاب منتشر شده‌است.
بنا بر آمار رسمی در سال ۱۳۹۱ حدود ۱۵۰ هزار دانشجو تقاضای خروج از کشور را کرده‌اند که بیشترشان متقاضی تحصیل در دوره کارشناسی ارشد و دوره دکترا در خارج بودند. خروج این شمار از دانشجویان معادل ۱۵۰ میلیارد دلار خسارت به ایران وارد می‌کند. همچنین ۶۴ درصد دانش‌آموزان ایرانی مدال‌آور المپیاد طی ۱۴ سال گذشته از ایران مهاجرت کرده‌اند. هفته‌نامه سازمان مدیریت و برنامه‌ریزی ایران نوشت، سال ۱۳۹۱: «از ۱۲۵ دانش‌آموز ایرانی که ظرف ۳ سال گذشته در المپیادهای جهانی کسب رتبه کردند، ۹۰ نفر آن‌ها هم‌اکنون در آمریکا مشغول تحصیل هستند. حمید گورائی رئیس پژوهشکده رویان جهاد دانشگاهی نیز هشدار داد که دانشمندان رشته سلول‌های بنیادین ایران هر روز بیشتر از گذشته جذب کشورهای عربی و دیگر نقاط جهان می‌شوند.» رئیس دانشگاه آزاد اسلامی هشدار داده که نتیجه این خروج خالی شدن «ایران از ژن‌های باهوش» است.
تعداد دانشجویان ایرانی در خارج از کشور، از تراز ۱۷ هزار دانشجو در سال ۲۰۰۰ میلادی به تراز ۶۶ هزار دانشجو در سال ۲۰۲۰ رسیده است. برهمین اساس،رتبه دانشجو فرستی ایران دربازه زمانی سال‌های ۲۰۰۰ تا ۲۰۲۰ از رتبه ۲۶ درجهان به رتبه ۱۷ تغییر یافته است. آمریکا، آلمان، ترکیه، کانادا و ایتالیا به ترتیب پنج مقصد اصلی دانشجویان ایرانی در دنیا هستند.
به میزانی که شیوه‌های مهاجرت متنوع شده، کشورهای تازه نیز به لیست مقصد مهاجران افزوده می‌شود. به گفته رئیس رصدخانه مهاجرت، پیش از این، روسیه مقصد دانشجویان نبوده، ولی اکنون به مقاصد مهاجرت دانشجویان اضافه شده است. در گذشته انگیزه تحصیلی، بورسیه تحصیل و رشته‌ها و عوامل تکنیکی عامل پیشران مهاجرت دانشجویان بوده، ولی اکنون این عوامل کمرنگ شده و عوامل رانشی غالب شده است. از جمله عوامل رانشی می‌توان به موضوعات اجتماعی، سیاسی، فرهنگی و ناامیدی اجتماعی اشاره کرد.
عباس میلانی، می‌گوید که سالیانه حدود ۱۵۰ تا ۱۸۰هزار نفر از ایران خارج می‌شوند. در سال‌های جنگ تعداد از این کمتر نبود. این چند میلیونی که الان در خارج زندگی می‌کنند خیلی‌هاشان در آن سال‌ها از ایران رفتند هر مهندس، هر دکتر، هر وکیلی که از ایران خارج می‌شود، معادل نزدیک به یک میلیون و نیم تا دو میلیون دلار است که از ایران خارج می‌شود. وی می‌افزاید فرار مغزها در چند سال اخیر ۳۰۰ برابر جنگ ایران و عراق به اقتصاد ایران صدمه زده‌است.

### آمار ۱۴۰۱ به بعد
نگاهی به آخرین آمارها و گزارش‌های سال ۲۰۱۷ از وضعیت مهاجرت دانشجویان و فرار مغزها از ایران نشان می‌دهد، ادعاها و آمارهای قبلی از فرار مغزها و نخبگان ایرانی که عمده آنان از دانشجوها هستند صحت ندارد و ایران اولین کشور مهاجرفرست دنیا به دیگر کشورها نیست. گزارش جدید پایگاه WES از وضعیت دانشجویان دیگر کشورها در آمریکا، کاهش مهاجرت و حضور دانشجویان ایران در دانشگاه‌ها ایالات متحده آمریکا را نشان می‌دهد.
میانگین فرار مغزها در سال ۲۰۲۱، ۵.۲۵ برآورد شده است. بیشترین میزان خروج نخبگان مربوط به ساموآ با شاخص ۹.۹ و کمترین مقدار مربوط به استرالیا با شاخص ۰.۵ بوده است.
ایران از لحاظ میزان خروج نخبگان با ۵.۳۰ شاخص واحد رتبه ۹۶ را کسب کرده است. این در حالی است میزان مهاجرات نخبگان در کشور اروپایی اوکراین و کشور آمریکایی پرو بیشتر از ایران است.
بر پایه «سالنامه مهاجرتی ایران ۱۴۰۱» که توسط رصدخانه مهاجرت ایران منتشر شده، میانگین خالص خروج سرمایه انسانی در بازهٔ ۱۳۹۵–۱۴۰۱ حدود ۶۵ هزار نفر در سال بوده است؛ رقمی که ایران را در جایگاه هفدهم جهان از نظر «نرخ مهاجرفرستی دانشجویی» و در میان ده کشور نخست از نظر سهم متخصصان حوزه مهندسی قرار می‌دهد. روند مهاجرت در سال‌های ۱۴۰۲–۱۴۰۳ شدت گرفته است؛ به‌طوری‌که تنها در هشت ماهه نخست ۲۰۲۴، بیش از ۴٬۵۰۰ پزشک و پرستار کشور را ترک کرده‌اند. تحلیل‌های اندیشکدهٔ Stimson و Times Higher Education رابطه مستقیمی بین سرکوب اعتراضات «زن، زندگی، آزادی» (۱۴۰۱) و افزایش تمایل به مهاجرت در میان دانشگاهیان و متخصصان فناوری شناسایی کرده‌اند.
بر اساس آمارهای مربوط به سال ۱۴۰۴، پدیده فرار مغزها در ایران همچنان ادامه دارد و بر بسیاری از حرفه‌ها، تأثیر منفی گذاشته است؛ از جمله دانشجویان، کارکنان بخش بهداشتی، فعالان حوزه فناوری، رانندگان کامیون و ورزشکاران. بیش از ۱۰۰٬۰۰۰ دانشجوی ایرانی تصمیم گرفته‌اند که تحصیلات خود را در خارج از کشور ادامه دهند، در حالیکه تنها یک درصد از آن‌ها پس از پایان تحصیل به ایران بازمی‌گردند. این روند، باعث کاهش جمعیت فارغ‌التحصیلان دانشگاهی در داخل کشور شده است. در بین سال‌های ۱۳۸۶ تا ۱۴۰۰، حدود ۱۵۰٬۰۰۰ تا ۱۸۰٬۰۰۰ دانشمند ایران را ترک کرده‌اند که این موضوع، منجر به زیان‌های اقتصادی، بالغ بر زیان سالانه بین ۵۰ تا ۷۰ میلیارد دلار شده است. کارشناسان هشدار می‌دهند که ۸۰٪ از دانشجویان پزشکی، در نظر دارند که ایران را ترک کنند. در سال ۱۴۰۱، درحدود ۶٬۵۰۰ پزشک و ۳٬۰۰۰ پرستار از کشور مهاجرت کردند. همچنین ۵۰٪ از کارکنان حوزه فناوری اطلاعات نیز، تمایل به مهاجرت دارند و از میان ۶۸ مدال‌آور ایرانی در المپیاد علمی سال ۱۴۰۳، ۶۳ نفر کشور را ترک کرده‌اند. بر پایه آمارهای موجود، تنها یک درصد از مهاجران ایرانی به کشور بازمی‌گردند و مشغول به کار می‌شوند، در حالی که این رقم در سطح جهانی، درحدود ۷ درصد است.

## نامه کارآفرینان
در مرداد ۱۴۰۴ تعدادی از کارآفرینان شناخته‌شده ایرانی، از جمله بنیان‌گذاران شرکت‌های پیشرو فناوری مانند دیجی‌کالا، علی‌بابا، فیلیمو، کافه‌بازار و دیوار، نامه‌ای هشدارآمیز به  رئیس‌جمهور، مسعود پزشکیان، ارائه دادند درباره وضعیت بحرانی اکوسیستم فناوری در ایران. به ادعای آنها، فرآیند «امنیتی‌سازی» فضای استارتاپ‌ها به نقطه‌ای رسیده که «مهاجرت سازمانی» تنها راه باقی‌مانده برای ادامه فعالیت شرکت‌های فناوری شده است. کارآفرینان از فروپاشی قریب‌الوقوع سیستم فناوری به دلیل سیاست سرکوب پنهان که در اواسط دهه گذشته آغاز شد هشدار می‌دهند، زمانی که استارتاپ‌ها توسط نهادهای امنیتی به‌عنوان «ابزار نفوذ و تغییر» تعریف شدند. ابزارهای فشاری که آنها شناسایی می‌کنند شامل تهدید سرمایه‌گذاران، بازداشت مدیران و جلوگیری از ورود به بورس است. کارآفرینان هشدار می‌دهند که در حالی که کشورهای منطقه مانند امارات و عربستان با جذب نیروی انسانی متخصص به مراکز نوآوری و فناوری تبدیل می‌شوند، ایران در حال از دست دادن مهم‌ترین دارایی خود - منابع انسانی ماهر - است.
همزمان با انتشار نامه، روزنامه واشینگتن‌پست گزارش داد که سپاه پاسداران با مداخله مستقیم مانع ورود شرکت دیوار به بورس تهران شده و خواستار واگذاری بخشی از سهام به شرکتی وابسته به نهادهای اقتصادی تحت کنترل رهبر ایران، علی خامنه‌ای، شده است. بر اساس اظهارات عمومی مقامات شرکت و مصاحبه با افراد آشنا به شرکت، دیوار در سال‌های اخیر در برابر خواست‌های دولتی برای تحویل اطلاعات خصوصی کاربران و فشارها برای فروش سهام شرکت به کنگلومراهای وابسته به دولت مقاومت کرده است. این روزنامه این فشارها را به مواضع مستقل و انتقادی حسام آرماندهی، بنیان‌گذار دیوار و کافه‌بازار، نسبت داد.

## ادعای معکوس شدن روند مهاجرت نخبگان در ایران
بنا بر آمارها، انجام برخی اقدام‌های رو به جلو که به توسعه و شکل گرفتن زیست‌بوم کارآفرینی کمک می‌کنند از جمله توسعه استارتاپ‌ها در ایران موجب‌شده تا روند مهاجرت معکوس نخبگان در ایران محقق شود و بسیاری از دانش‌آموختگان که به خارج رفته بودند، بازگردند. تأثیر استارتاپ‌ها بر جامعه نخبه ایرانی باعث شده علاقه‌مندی و انتخاب کنکوری‌ها برای رشته تحصیلی تغییر کند. به عنوان مثال سال‌ها بود که رشته‌هایی مانند برق و الکترونیک انتخاب اول برترین‌های رشته ریاضی فیزیک بود اما در یکی دو سال اخیر رشته مهندسی کامپیوتر هم به اولویت‌های برتر بسیاری از آن‌ها تبدیل شده‌است.مسئولان دولت ایران می‌گویند ادعاهای مبتنی بر نخست بودن رتبه ایران در مهاجرت نخبگان تغییر کرده‌است و ایران در میان کشورهای مهاجرت دانشجویان و فرار مغزها قرار ندارد. به گفته سورنا ستاری معاون علمی و فناوری رئیس‌جمهوری که در دولت یازدهم و دوازدهم و همچنین رئیس بنیاد ملی نخبگان ایران نهاد مسئول شناسایی و حمایت از نخبگان و استعدادهای ایرانی را بر عهده دارد، ابتدای انقلاب از مجموع ۲۷۰ هزار دانشجوی ایرانی حدود ۱۰۰ هزار دانشجو در خارج از کشور و از این میان ۵۰ هزار نفر در آمریکا حضور داشتند این در حالی است که در حال حاضر از جمع ۴ میلیون و ۷۰۰ هزار دانشجوی ایرانی، ۴۸ هزار دانشجو در خارج از کشور وجود دارد که تنها ۱۲ هزار نفر در آمریکا تحصیل می‌کنند و این موضوع نشان می‌دهد ایران دیگر جزو کشورهای مهاجرفرست دنیا نیست.
ستاری در مصاحبه با همشهری دربارهٔ آخرین آمار مهاجرت نخبگان ایران می‌گوید:
«در ابتدای انقلاب ۱۷۰ هزار دانشجو در داخل ایران و ۱۰۰ هزار دانشجو خارج کشور داشتیم؛ یعنی بیشتر از ۳۰ درصد دانشجویان ایرانی در خارج کشور تحصیل می‌کردند. از این ۱۰۰ هزار دانشجوی خارج از کشور ۵۷هزار نفرشان در آمریکا بودند؛ یعنی دانشجویان ایرانی بزرگ‌ترین کلونی دانشجوی خارجی در آمریکا بودند. هم‌اکنون ۴ میلیون و ۷۰۰ هزار دانشجو داریم که ۴۸هزار دانشجو خارج از ایران هستند؛ یعنی یک درصد ۵۷هزار دانشجوی ایرانی در آمریکا هم به ۱۰ هزار و ۵۰۰نفر کاهش پیدا کرده‌است. رتبه ما در آمریکا از نظر تعداد دانشجویان اکنون سیزدهم است. چین ۳۳۰ هزار دانشجو و عربستان ۵ برابر ایران در آمریکا دانشجو دارند. دربارهٔ مهاجرت به صورت کلی مقصد دانشجویان ما آمریکا، کانادا و استرالیاست. اعداد و ارقام این ماجرا هم پوشیده و پنهان نیست و همه آمارها مثلاً در سایت‌های مهاجرت آن‌ها به تفکیک وجود دارد. ما در این سال‌ها مثلاً بین ۲۰۱۰ تا ۲۰۱۵ کل مهاجرتی که داشته‌ایم ۱۳۵ هزار نفر بوده‌است؛ یعنی متوسط زیر ۳۰ هزار نفر در سال این کل مهاجرت است؛ یعنی خانواده شامل جوان، بچه و پدر و مادر که بخشی از اینها دانشجو هستند.»

## انتشار سالنامه آماری مهاجرتی ایران

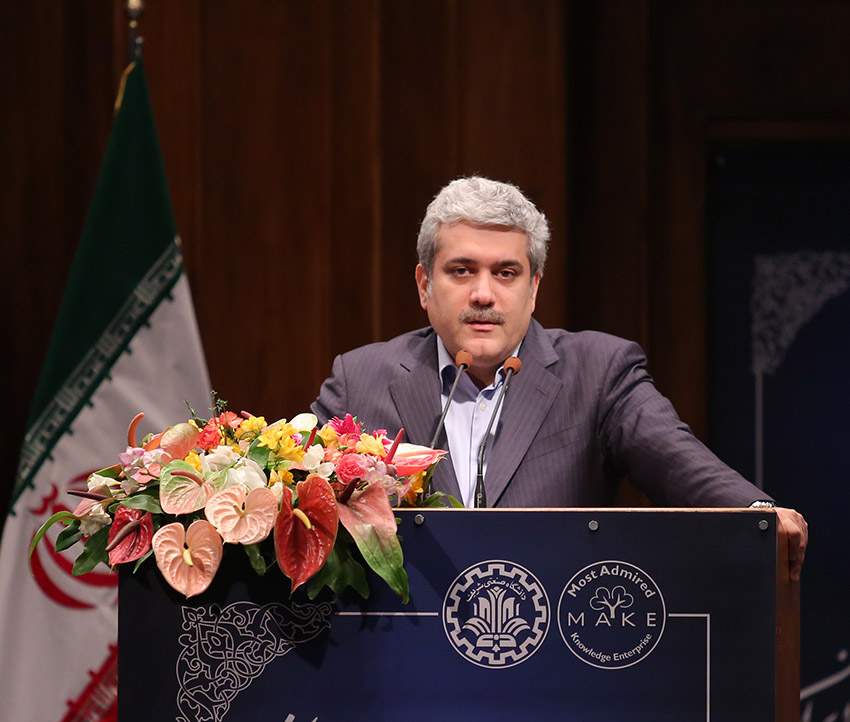
به گفته سورنا ستاری معاون علمی و فناوری رئیس‌جمهوری و رئیس بنیاد ملی نخبگان ایران، شایعه‌ای که بسیار گفته می‌شود این است که در سال ۲۰۰۹ صندوق بین‌المللی پول اعلام کرده که ایران در بین ۹۲ کشور اولین کشور از نظر خروج مغزها است. این گزارش کذب محض است چون اصلاً چنین گزارشی از سوی صندوق بین‌المللی پول تا به حال داده نشده‌است.

با وجود ارائه عدد و رقم‌های متفاوت، متناقض و زیادی که دربارهٔ مهاجرت و جابه‌جایی نخبگان ایرانی توسط سازمان‌های مردم نهاد، رسانه‌ها یا بعضی از افراد با عنوان فرار مغزها ارائه می‌شد، اما بخش قابل توجهی از این آمارها وجود خارجی ندارند یا قابلیت «بازیابی» و استناد ندارند. تنها مرجعی که این ظرفیت را دارد که آمارهای مستند و دقیقی از وضعیت مهاجرت، جابه‌جایی شهروندان و نخبگان ایرانی ارائه کند، مرکز آمار ایران است.
آماری که ادعای فرار مغزها از ایران را مطرح می‌کند و مدعی است ایران در صدر کشورهای مهاجرفرست قرار دارد، گزارشی منتسب به صندوق بین‌المللی پول است که این صندوق چنین گزارشی منتشر نکرده‌است.
با هدف ارائه تصویر واقعی از وضعیت مهاجرتی ایران و کنار زدن آمارهای نادرست و اغراق‌آمیز، معاونت علمی و فناوری ریاست جمهوری با همکاری رصدخانه مهاجرت ایران وابسته به پژوهشکده سیاستگذاری دانشگاه صنعتی شریف سالنامه آماری مهاجرتی ایران را منتشر کرد. این سالنامه که توسط انتشارات دانش‌بنیان فناور در ۳۴۰ صفحه و به صورت رنگی منتشر شده‌است ۸ مرداد ۱۳۹۹ با حضور سورنا ستاری معاون علمی و فناوری رئیس‌جمهوری رونمایی شد.
در این سالنامه آمارهای مثبت و منفی از معیارهای مهاجرتی ایران شامل آمارهایی از جمعیت ایرانیان خارج از کشور، جابه‌جایی‌های دانشجویی، مهاجرت‌های کاری، اطلاعات مهاجرت‌های اجباری- پناهجویی است.

## ادعای بهبود جایگاه ایران در میان کشورهای فرستنده مهاجر
بر اساس آخرین آمارهای جهانی ایران در سال ۲۰۱۵ از نظر تعداد مهاجر ارسالی در رتبه پنجاه و چهارم دنیا قرار گرفته‌است و با دارا بودن ۳۲ هزار و ۷۵۸ دانشجو در کشورهای «سازمان همکاری‌های اقتصادی و توسعه» (OECD) در میان ۱۰ کشور برتر فرستنده دانشجو قرار ندارد.
پرویز کرمی دبیر ستاد توسعه فرهنگ علم، فناوری و اقتصاد دانش بنیان در گفت وگویی با روزنامه شرق، در پاسخ به این پرسش که «به‌تازگی از قول مسئولی اعلام شد ۱۸۰ هزار نفر از دانش‌آموختگان کشور در سال ۱۳۹۴ به خارج رفته‌اند یا آماری به نقل از صندوق بین‌المللی پول در سال ۲۰۰۹ منتشر شده که حکایت از مهاجرت گسترده نخبگان از ایران دارد. نظرتان دربارهٔ این آمار چیست؟» می‌گوید: «این آمار و ارقام از اساس اشتباه و کذب محض است یا آن آمار دروغ منتسب به صندوق بین‌المللی پول در سال ۲۰۰۹؛ چراکه اساساً چنین گزارشی از سوی این نهاد در آن سال منتشر نشده‌است.»

کرمی همچنین گفته‌است:
«آمار منتسب به بانک جهانی دربارهٔ خروج ۳۰۰ هزار نخبه ایرانی در سال ۲۰۰۹ جعلی‌است. به کسی که سند معتبری از بانک جهانی مبنی بر مهاجرت ۳۰۰ هزار نخبه ایرانی در سال ۲۰۰۹ ارائه دهد، ۱۰۰ میلیون تومان پاداش می‌دهیم.»
طبق آمار رصد خانه مهاجرت ایران از سال ۲۰۱۸ تا چند سال به دلیل کرونا آمار مهاجرت بر تراز ۵۰ هزار ایستاده بود. اما اکنون با برداشته شدن محدودیت‌های کرونا و تسهیلاتی که کشورهای مهاجرپذیر می‌دهند، مهاجران به‌ویژه مهاجران تحصیلکرده افزایش یافته است. این فنر فشرده شده در حال آزاد شدن است و در همه بخش ها خودش را نشان می‌دهد.

## عوامل
علل اصلی جذب شدن نخبگان ایرانی را به مراکز علمی سایر کشورها را می‌توان در موارد زیر خلاصه نمود:

### بی‌توجهی به ماهیت علم
به‌طوری‌که آن قدر که در رسانه‌ها مثلاً از خوانندگان، هنرپیشه‌ها و ورزشکاران تجلیل می‌کنند، به چهره‌های ماندگار علمی، استادان برجسته و مبتکران و مخترعان و… احترام گذاشته نمی‌شود.

### بی‌توجهی به پژوهش
یکی دیگر از این عوامل است. یکی از عواملی که دانشجویان بسیاری را به کشور آمریکا می‌کشاند، عامل امکانات تحصیلی ـ تحقیقی و اعطای کمک‌های تحصیلی و رفاهی است. در سال‌های پس از انقلاب ایران، تعداد دانشگاه‌های داخل کشور بدون هیچ گونه برنامه مدوّنی یا تناسب رشته‌ها با مشاغل، گسترش یافته‌اند و توجّه بیشتر به سمت معیارهای کمّی تا کیفی بود. به روز نبودن اطلاعات، استفاده از روش‌های سنتی و قدیمی و ابزارهای غیراستاندارد، پایین بودن سطح تحقیقات و پژوهش در مراکز علمی، عدم هماهنگی بین تحقیقات و کاربرد آنها، تخصیص بودجه ناکافی به امر تحقیق و پژوهش و گسترش و ترویج مدرک گرایی، از عوامل دیگری هستند که بیشترین نارضایتی و دل‌آزردگی را در بین دانشجویان، به دنبال داشته‌است.

### عوامل اقتصادی
مسلّما یکی از عوامل اساسی که اکثر فرزانگان را جذب کشورهای دیگر می‌کند، عوامل اقتصادی و فقر است. وقتی که میزان حقوق یک متخصص در خارج، ده‌ها برابر حقوق همان شخص در ایران است، مسلماً بعضی از متخصصان به فکر مهاجرت به آن کشور خواهند بود.
به دلیل پی بردن نخبگان به مشکلات اقتصادی و زیر سؤال بردن عاملان عمداً شرایط زندگی برای این افراد را دشوار کرده و آنها را به دیگر کشورها هدایت می‌کنند

### عدم شایسته سالاری
واگذاری بسیاری از مشاغل به افراد فاقد صلاحیت یا کم صلاحیت، واگذاری مشاغل بر اساس رابطه، عدم تطابق شغل با تخصص در رشته افراد، بوروکراسی (کاغذ بازی) دولتی و انحصاری شدن مشاغل، از دیگر عواملی هستند که به مهاجرت نخبگان از کشور، کمک کرده‌است.

### انحصارات دولتی
یکی دیگر از عوامل مهاجرت نخبگان انحصارات دولتی است. به‌طوری‌که در سال‌های پس از انقلاب، از طرفی دولت به دلیل کوچک سازی، از جذب نخبگان سر باز زده‌است و از طرف دیگر روند واگذاری فعالیت‌های کشور به بخش خصوصی به کندی پیش رفته‌است.

در یکی از طرح‌ها، پس‌از دو برابر شدن ساعت کار پرستاران در ایران از ۱۵۰ساعت به ۳۰۰ساعت در ماه، عابدی فتاحی، عضو کمیسیون بهداشت و درمان مجلس ایران اعلام کرد:
«عدم تناسب تعداد بیماران و پرستاران باعث شده کار برای پرستاران سخت‌تر شود و گاهی وقت‌ها تسلیم پیشنهادات و امکانات خارجی‌ها شوند و کشور را ترک کنند که این امر آسیب‌های جدی به جامعه وارد کرده و جامعه پزشکی را با خلاء روبه رو می‌کند.»
مقام‌های خانه پرستار در ایران ادعا می‌کنند سالانه بیش از ۷۰۰ پرستار ایرانی کشور را ترک می‌کنند. در حال حاضر بیشتر پرستاران ایرانی به آمریکا، کانادا و استرالیا رفته و در آنجا حقوقی به مراتب بالاتر از ایران دریافت می‌کنند. کمترین حقوق پرستاران با کمترین میزان تحصیلات در آمریکا، ۳۰ تا ۷۰ هزار دلار در سال است و بالاترین آن ۱۰۰ هزار دلار در سال. بالاترین حقوق پزشک، ۱۵۰ هزار دلار در سال بوده و کمترین حقوق پزشک ۷۰ هزار دلار در سال.

### میزان امید به آینده
هرچه امید به آینده، بیشتر باشد، میزان مهاجرت کمتر می‌شود. امید به آینده جوانان در رابطه با شغل آینده‌شان، میزان درآمد آنها، توانایی تشکیل زندگی، ازدواج، خرید مسکن، و… تأثیرگذارند و سرانجام امنیت کشور نیز در فرار مغزها بی تأثیر نیست. افراد، معمولاً جذب کشورهایی می‌شوند که از لحاظ جذابیت و امید به آینده روشن، اطمینان بیشتری داشته باشند.
عوامل دیگری نیز در زمینه مهاجرت ایرانیان دخیل هستند، از جمله زیرساختی که متناسب با رشد سریع جمعیت توسعه نیافته است و همچنین رشوه، فساد و سوء مدیریت که تأثیر منفی قابل توجهی بر کیفیت زندگی مردم داشته است. در این میان، رقبای غربی مدت‌ هاست که دانشمندان و دیگر کارشناسان را تشویق به ترک ایران کرده‌اند. مهاجرت افراد تحصیل کرده از گذشته تا کنون صرفا مشکلات اقتصادی نبود بلکه برخی برای دستیابی به فضای اجتماعی مناسب تر تصمیم به مهاجرت گرفته اند.

## افراد سرشناس
علاوه بر فهرست ورزشکاران ایرانی، نام تعدادی از ایرانیان که در خارج به موقعیت بالایی رسیدند:
- مجید سمیعی: بنیانگذار و رئیس مرکز بین‌المللی علوم اعصاب در هانوفر آلمان
- مریم میرزاخانی: ریاضی‌دان ایرانی و استاد دانشگاه استنفورد
- علی جوان: استاد بازنشسته فیزیک دانشگاه ماساچوست
- نیما ارکانیحامد: استاد فیزیک دانشگاه هاروارد
- محمد جمشیدی: مدیر برنامه‌های داخلی ایستگاه فضایی ناسا[۸۷]
- فیروز نادری: مدیر پروژه مریخ نورد ناسا
- ناصر فهیمی:پزشک متخصص پزشک - مدافع حقوق بشر -عضویت در IDO -IAMA و سازمان پزشکان بدون مرز Médecins Sans Frontières
- انوشه انصاری: اولین زن گردشگر فضایی در سپتامبر ۲۰۰۶ میلادی
- پییر امیدیار: مؤسس و رئیس شرکت Ebay بزرگ‌ترین شرکت تجارت الکترونیکی جهان
- فرزاد ناظم: مدیر فنی شرکت Yahoo
- امید کردستانی: مدیر ارشد سابق شرکت Google و رئیس اجرایی هیئت مدیره توییتر
- سالار کمانگر: مدیرعامل سابق سایت Youtube وابسته به شرکت Google
- ماریا خرسند: رئیس سابق شرکت اریکسون
- فرح کریمی: نماینده پارلمان هلند
- سهند (سام) دستیاری: سناتور جوان در پارلمان فدرال استرالیا[۸۸]
- کریستین امانپور: رئیس بخش جهانی پخش خبر شبکه سی ان ان
- شهره آغداشلو: بازیگر سینما و تئاتر
- اندره آغاسی: قهرمان تنیس
- روزبه پور نادر : مؤسس ویکی‌پدیای فارسی
- مهران کاردار: استاد فیزیک مؤسسه فناوری ماساچوست
- کوچر بیرکار: ریاضی‌دان ایرانی دارنده مدال فیلدز
- هرمیداس اتابکی:طراح خودرو نخبه
- غلامعلی پیمان چشم‌پزشک (مخترع جراحی لیزیک)
- احسان روحی: دکترای هوافضا و محقق

## آثار مهاجرت نیروی انسانی متخصص بر اقتصاد کشور مبدأ
برخی معتقد اند نرخ بازگشت مهاجران به موطن اصلی خود و درآمدهای برگشتی (وجوه ارسالی) در زمینه مثبت سازی اثر مهاجرت بین المللی بر توسعه اقتصادی آن کشورها، کارساز واقع شده. این در حالی است که نیروهای کار مهاجر ما درآمد خود را به کشور باز نمی‌گردانند چون برای همیشه ایران را ترک کرده‌اند. کشور، نیروهای انسانی را با هزینه‌ خود پرورش می‌دهد اما زمان بهره‌وری که می‌رسد افراد به کشور دیگری رفته و کشور مقصد بدون هیچ هزینه‌ای نیروی کار تازه‌ای را به دست می‌آورد. در این شرایط برای جایگزین کردن، باز باید چند سالی را صبر کرده و هزینه پرورش نیروهای دیگر را بپردازیم که در آن شرایط هم هیچ اطمینانی وجود ندارد که این جایگزین در کشور بماند.
خروج تحصیلکرده های ایرانی هزینه های اقتصادی جدی برای کشور دارد. در سال ۲۰۱۴ تخمین زده شد «تخلیه استعدادها به ضرر سالانه ۱۵۰ میلیارد دلاری تبدیل شده است» . برآورد اخیر بانک جهانی هزینه را ۵۰ میلیارد دلار در سال نشان می دهد. این رقم چندین برابر ارزش صادرات اخیر نفت ایران است که در سال ۲۰۲۲ به ۲۰ میلیارد دلار رسیده بود.
در شهریور سال ۱۴۰۲، رئیس اتاق بازرگانی تهران با اعلام خروج ۴۵ میلیارد دلار سرمایه در ۴ سال اخیر خبر داد؛ سال گذشته حدود ۱۶۰ نخبه و متخصص قلب مهاجرت کرده اند. همچنین در سال‌های ۲۰۲۰ و ۲۰۲۱ در مجموع ۱۶۶۱ شرکت با مشارکت اتباع ایرانی در ترکیه تاسیس و در کل ۲۲ میلیون و ۱۹۰ هزار و ۶۳ دلار برای ثبت این شرکت‌ها هزینه شده است
رشد و شدت گرفتن مهاجرت نخبگان در شرایطی است که آمار‌های پراکنده‌ای همواره درباره هزینه‌های خروج نخبگان از کشور منتشر می‌شده است، اما در یک ارزیابی ساده، اگر هزینه تحصیلات و تربیت یک نیروی انسانی را بین ۵ تا ۱۰ میلیون دلار در نظر بگیریم و این رقم را ضرب در تعداد نیرو‌های نخبه‌ای که از کشور خارج می‌شوند کنیم، رقمی بسیار بالا و میلیارد دلاری ثبت می‌شود. در واقع ما با مهاجرت این نخبگان سالیانه میلیارد‌ها دلار را در سایه خروج نیرو‌های انسانی از دست می‌دهیم.

## اقدامات پیشگیرانه
در سال ۱۳۸۸، دانشگاه صنعتی شریف طی اطلاعیه‌ای از تمامی دانشجویان مقطع کارشناسی و کارشناسی ارشد که جهت ادامه تحصیل، از ۲۰ دانشگاه برتر دنیا پذیرش همراه با بورس گرفته‌اند، دعوت به عمل آورد که بدون آزمون ورودی و در چارچوب آئین‌نامه استعداد درخشان ادامه تحصیل دهند. این پذیرش از ترم پاییز سال تحصیلی ۸۹–۱۳۸۸ آغاز شد.
محمدحسن دوگانی، رئیس کمیته جلوگیری از خروج نخبگان، در تیرماه ۱۳۸۹ اظهار کرد این کمیته در حال تدوین طرحی برای ارائه به مجلس شورای اسلامی است که در صورت تأیید می‌توان انگیزه‌های لازم مادی و معنوی را برای جلوگیری تدریجی از خروج نخبگان فراهم کرد.
افزایش سه برابری و پلکانی عوارض خروج از کشور در سال ۱۳۹۶ در لایحه بودجه‌ای که از دولت به مجلس آمد از دیگر اقدامات دولت ایران بود.
همچنین طرحی با عنوان ((آزاد سازی مدرک)) برای پیشگیری از جذب دانشجویان ایرانی از دانشگاه های خارجی سالهاست توسط جمهوری اسلامی در حال انجام است
این در حالی است که اکنون دانشجویان ایرانی برای مهاجرت به سراغ دانشگاه‌هایی می‌روند که لزوما نیاز به آزادسازی مدرک نداشته باشند و در نهایت حتی با توسل به ریز نمرات و یا پژوهش‌های انجام شده همراه با گواهی تحصیلی بتوانند مهاجرت کنند.